# Michele da Verona

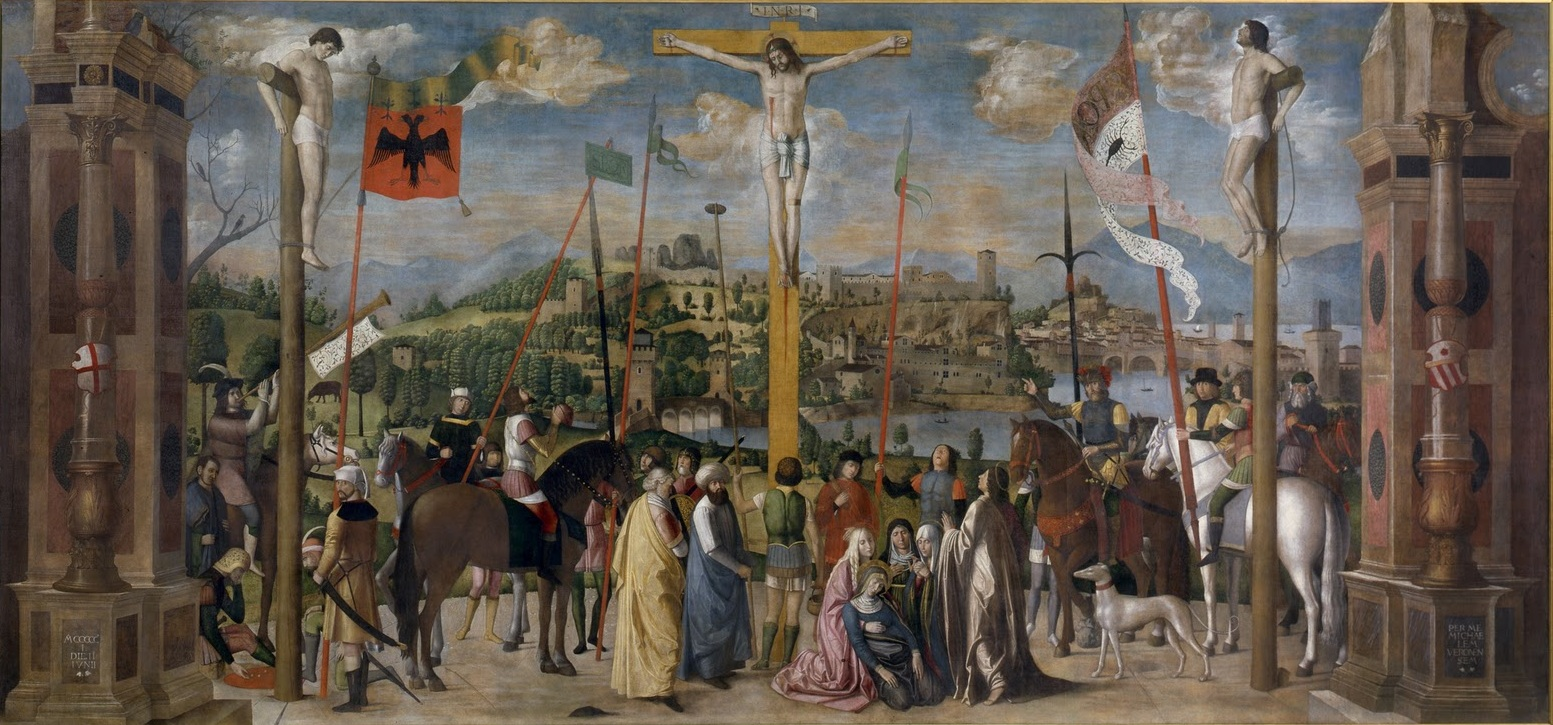
Crocifissione per il monastero di San Giorgio in Braida a Verona, ora alla Pinacoteca di Brera

Michele da Verona (Verona, 1470 – 1535/1544) è stato un pittore italiano del rinascimento e appartenente alla scuola veronese di pittura.

## Biografia
Michele da Verona nacque tra il 1469 e il 1470, probabilmente a Sommacampagna, nel veronese, dal pettinatore di lana Zenone di Gaspare.
Poche sono le notizie storiche biografiche e sulla sua carriera artistica. Una della prime informazioni risalì al 1492, quando all'età di 22 anni, ottenne la qualifica di pittore. La sua formazione artistica si svolse nella bottega di Domenico Morone, parallelamente a quella del figlio di Morone, Francesco. Da questo ambiente ricevette numerose influenze, tra le quali le tipiche forme tondeggianti avvolte in panneggi dalle lunghe scheggiature, le tonalità cromatiche talvolta accese, l'aderenza alla pittura veneziana, soprattutto per Gentile Bellini e Vittore Carpaccio.
Nel 1515 si sposò con Chiara, figlia dell'intagliatore tedesco Stefano di Armano, dalla quale ebbe i figli Giacoma, Apollonia e Ludovico.

## Opere

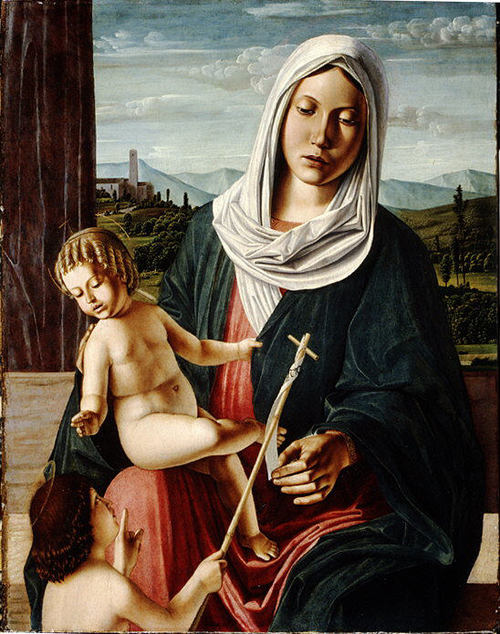
Madonna col Bambino e san Giovannino, Metropolitan Museum, New York

Il suo principale capolavoro, realizzato nel 1501, fu la Crocifissione per il monastero di San Giorgio in Braida a Verona, ora alla Pinacoteca di Brera. Si ipotizza che il dipinto sia stato donato al cenobio da Niccolò Orsini, conte di Pitigliano e dalla moglie Elena di Giovanni Conti. Nel paesaggio sono raffigurati il colle San Pietro e il ponte della Pietra, nei pressi del convento, mentre una tradizione non confermata vuole il pittore autoritratto nel portabandiera a sinistra, girato verso lo spettatore.
Tra le altre opere attribuite a Michele da Verona, si possono menzionare la Madonna col Bambino e san Giovannino (New York, Metropolitan Museum); Cristo fra Maria e san Giovanni Evangelista (Venezia, Galleria Franchetti); San Pietro tra due santi (già Venezia, collezione Foscari; già Berlino, collezione Kaufmann-Cassirer); il San Sebastiano (Piazzola sul Brenta, villa Camerini-Siemens); la Pietà (Budapest, Museo di belle arti); la pala d'altare raffigurante la Madonna in trono col Bambino, i santi Giovanni Battista, Andrea, Lorenzo e Pietro (Villa Estense, Sant'Andrea), datata 1523.